# Harmon County
Harmon County ist ein County im Bundesstaat Oklahoma der Vereinigten Staaten. Der Verwaltungssitz (County Seat) ist Hollis. Das U.S. Census Bureau hat bei der Volkszählung 2020 eine Einwohnerzahl von 2.488 ermittelt.

## Geographie
Das County liegt im äußersten Südwesten von Oklahoma, grenzt im Westen und Süden an Texas und hat eine Fläche von 1395 Quadratkilometern, wovon 2 Quadratkilometer Wasserfläche sind. Es grenzt im Uhrzeigersinn an folgende Countys: Beckham County, Greer County, Jackson County, in Texas an folgende Countys: Hardeman County, Childress County und Collingsworth County.

## Geschichte
Harmon County wurde 1909 aus Teilen des Greer County und des Jackson County gebildet. Benannt wurde es nach Judson Harmon, einem Juristen, US-Generalstaatsanwalt, Gouverneur von Ohio und Präsidentschaftskandidat.
Vier Bauwerke des Countys sind im National Register of Historic Places (NRHP) eingetragen (Stand 31. Mai 2018).

## Demografische Daten

Alterspyramide des Harmon County

Nach der Volkszählung im Jahr 2000 lebten im Harmon County 3.283 Menschen in 1.266 Haushalten und 863 Familien. Die Bevölkerungsdichte betrug 2 Einwohner pro Quadratkilometer. Ethnisch betrachtet setzte sich die Bevölkerung zusammen aus 72,65 Prozent Weißen, 9,78 Prozent Afroamerikanern, 1,13 Prozent amerikanischen Ureinwohnern, 0,18 Prozent Asiaten, 0,03 Prozent Bewohnern aus dem pazifischen Inselraum und 14,32 Prozent aus anderen ethnischen Gruppen; 1,92 Prozent stammten von zwei oder mehr Ethnien ab. 22,78 Prozent der Bevölkerung waren spanischer oder lateinamerikanischer Abstammung.
Von den 1.266 Haushalten hatten 30,2 Prozent Kinder unter 18 Jahre, die im Haushalt lebten. 55,7 Prozent waren verheiratete, zusammenlebende Paare, 9,2 Prozent waren allein erziehende Mütter. 31,8 Prozent waren keine Familien, 29,0 Prozent waren Singlehaushalte und in 17,5 Prozent der Haushalte lebten Menschen im Alter von 65 Jahren oder darüber. Die durchschnittliche Haushaltsgröße betrug 2,47 und die durchschnittliche Familiengröße betrug 3,03 Personen.
25,9 Prozent der Bevölkerung waren unter 18 Jahre alt, 7,9 Prozent zwischen 18 und 24, 24,1 Prozent zwischen 25 und 44, 21,1 Prozent zwischen 45 und 64 und 21,0 Prozent waren 65 Jahre oder älter. Das Durchschnittsalter betrug 40 Jahre. Auf 100 weibliche Personen kamen 94,1 männliche Personen. Auf 100 Frauen im Alter von 18 Jahren oder darüber kamen 89,8 Männer.
Das jährliche Durchschnittseinkommen eines Haushalts betrug 22.365 USD und das durchschnittliche Einkommen einer Familie betrug 29.063 USD. Männer hatten ein durchschnittliches Einkommen von 21.530 USD gegenüber den Frauen mit 16.658 USD. Das Prokopfeinkommen betrug 13.464 USD. 23,5 Prozent der Familien und 29,7 Prozent der Bevölkerung lebten unterhalb der Armutsgrenze.